# Estação Museum (TTC)
Museum é uma estação do metrô de Toronto, localizada na secção University da linha Yonge-University-Spadina. Localiza-se no cruzamento da 75 Queen's Park com a Charles Street West. Museum não possui um terminal de ônibus/bonde integrado, e passageiros das linhas de superfície do Toronto Transit Commission que conectam-se com a estação precisam de um transfer para poderem transferirem-se da linha de superfície para o metrô e vice-versa. O nome da estação provém do Royal Ontario Museum, um museu localizado próxima à estação.